# Michal Bezpalec
Michal Bezpalec (ur. 19 sierpnia 1996 w Strakonicach) – czeski piłkarz występujący na pozycji środkowego obrońcy lub środkowego pomocnika w polskim klubie Stomil Olsztyn. Wychowanek Dukli Praga, w której rozpoczął również seniorską karierę. Były zawodnik Bruk-Betu Termaliki Nieciecza, w latach 2019–2022. Były młodzieżowy reprezentant Czech.